# Украинцы в Эстонии

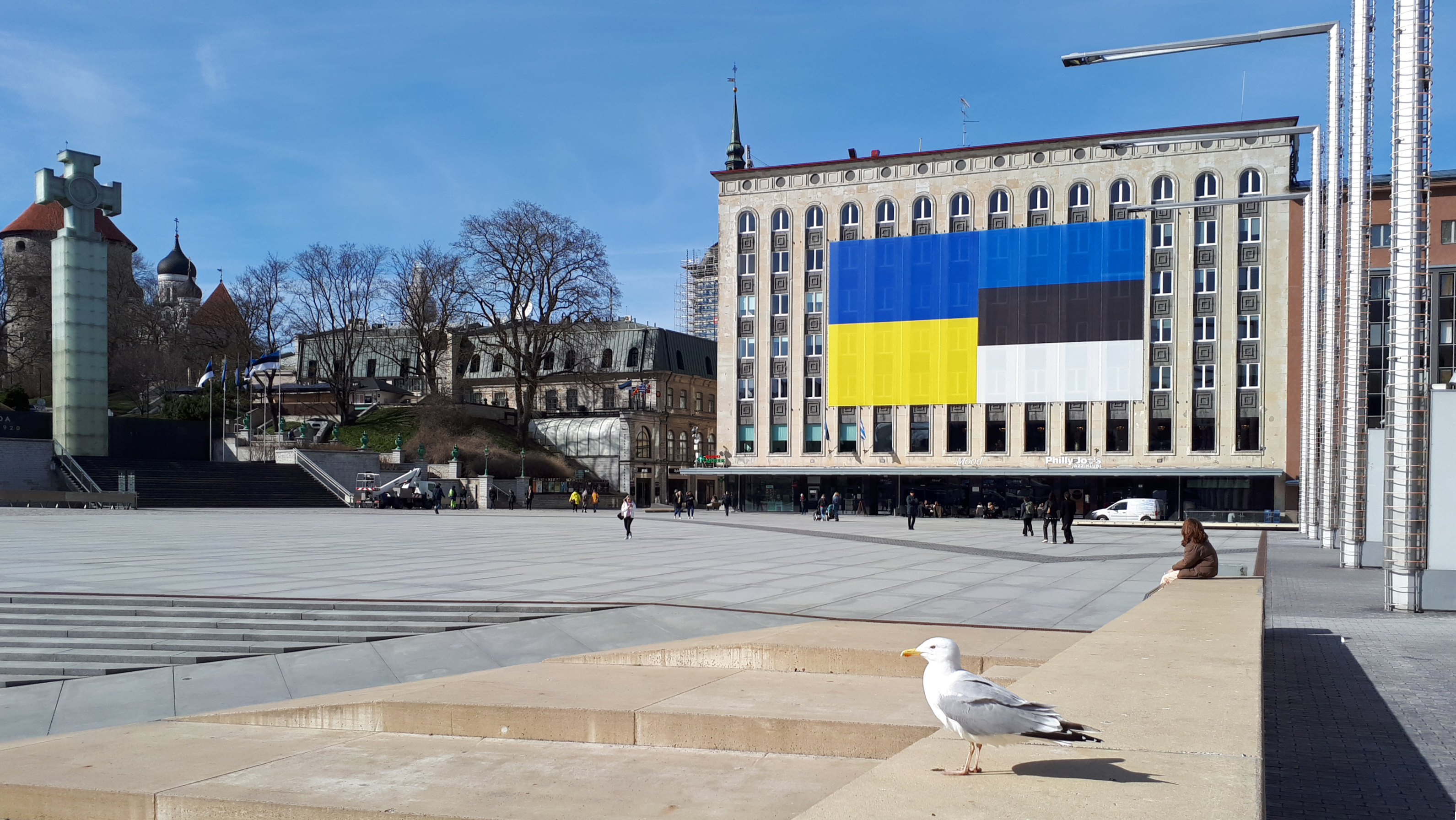
Флаги Украины и Эстонии на площади Свободы, Таллин, апрель 2022 года

Украинцы Эстонии (укр. українці Естонії, эст. Eesti ukrainlased) — второе по численности национальное меньшинство Эстонии.
По состоянию на 1 января 2023 года численность украинцев в Эстонии составляла 55 675 человек.

## История
Украинцы в Эстонии являются третьей по численности этнической группой населения после эстонцев и русских.
Первые данные о численности этнических украинцев на территории Эстонии появились только в ходе переписи населения СССР 1959 года. В переписи населения Первой Эстонской Республики 1922 года выделялись только следующие национальности: эстонцы, русские, немцы, шведы, евреи, латыши, литовцы поляки, финны и ингерманландцы, поэтому украинцы или отмечали себя русскими или относились к прочим национальностям. По данным переписи 1934 года, в Эстонии насчитывалось 92 украинца.
По данным Министерства внутренних дел Эстонии, в 2011 году в стране проживало более 22 тысяч выходцев из Украины, из которых более 4 тысяч человек имели украинское гражданство. В подавляющем большинстве — это люди рабочих специальностей. Местами их компактного проживания являются крупнейшие города Эстонии — Таллин, Тарту, Пярну, Маарду. В то же время, значительное количество украинцев проживает в северо-восточном регионе Эстонии (города Нарва, Силламяэ, Кохтла-Ярве, Йыхви), куда в советские времена направлялись на работу специалисты химической промышленности и шахтёры из Украины.

## Демографическая статистика

### Численность
По данным переписи населения 2021 года, число украинцев в Эстонии составило 27 828 человек (2,09 % всего населения Эстонии; в это число не входят беженцы с Украины). В 2021 году 15 450 украинцев (55,52 % от общего числа украинцев в Эстонии) проживали в Таллине, 18 886 (67,87 %) — в уезде Харьюмаа, 3265 (11,73 %) — в уезде Ида-Вирумаа; 1140 (4,1 %) — в Нарве, 1107 (3,98 %) — в Тарту, 1079 (3,88 %) — в Кохтла-Ярве, 957 (3,44 %) — в Маарду.
По состоянию на 1 января 2022 года численность украинцев в Эстонии составила 27 826 человек (2,1 % населения Эстонии). После начала полномасштабного вторжения России на Украину, согласно официальным данным на 1 ноября 2022 года, в Эстонию прибыло более 115 000 украинских беженцев (как этнических русских, так и этнических украинцев), из которых 62 656 человек остались в Эстонии.
Доля украинцев в общей численности населения уездов Эстонии в 2013 году по данным Департамента статистики Эстонии:
|               | Всего населения | Украинцы | Украинцы |  |           | Всего населения | Украинцы | Украинцы |
| Уезд          | чел.            | чел.     | %        |  | Уезд      | чел.            | чел.     | %        |
| ------------- | --------------- | -------- | -------- |  | --------- | --------------- | -------- | -------- |
| ЭСТОНИЯ       | 1 286 479       | 22 368   | 1,74     |  | Пярнумаа  | 81 428          | 896      | 1,10     |
| Валгамаа      | 29 498          | 450      | 1,53     |  | Пылвамаа  | 27 028          | 136      | 0,50     |
| Вильяндимаа   | 46 702          | 249      | 0,53     |  | Рапламаа  | 34 442          | 213      | 0,62     |
| Вырумаа       | 32 806          | 123      | 0,37     |  | Сааремаа  | 30 966          | 66       | 0,21     |
| Ида-Вирумаа   | 146 283         | 3 312    | 2,26     |  | Тартумаа* | 150 139         | 1 131    | 0,75     |
| Йыгевамаа     | 30 671          | 183      | 0,60     |  | Харьюмаа* | 555 566         | 14 341   | 2,58     |
| Ляэнемаа      | 23 810          | 240      | 1,01     |  | Хийумаа   | 8 394           | 14       | 0,17     |
| Ляэне-Вирумаа | 58 806          | 717      | 1,22     |  | Ярвамаа   | 29 940          | 297      | 0,99     |

*в том числе в 2013 году:
|        | Всего населения | Украинцы | Украинцы |
| ------ | --------------- | -------- | -------- |
| Город  | чел.            | чел.     | %        |
| Таллин | 406 059         | 11 832   | 2,91     |
| Тарту  | 99 518          | 908      | 0,91     |

Доля украинцев в общей численности населения уездов Эстонии в 2021 году по данным переписи населения:
|               | Всего населения | Украинцы | Украинцы |  |           | Всего населения | Украинцы | Украинцы |
| Уезд          | чел.            | чел.     | %        |  | Уезд      | чел.            | чел.     | %        |
| ------------- | --------------- | -------- | -------- |  | --------- | --------------- | -------- | -------- |
| ЭСТОНИЯ       | 1 331 824       | 27 828   | 2,09     |  | Пярнумаа  | 85 710          | 1 171    | 1,37     |
| Валгамаа      | 27 651          | 451      | 1,63     |  | Пылвамаа  | 23 991          | 133      | 0,55     |
| Вильяндимаа   | 45 413          | 315      | 0,69     |  | Рапламаа  | 33 529          | 247      | 0,74     |
| Вырумаа       | 34 180          | 139      | 0,41     |  | Сааремаа  | 31 292          | 84       | 0,27     |
| Ида-Вирумаа   | 132 741         | 3 265    | 2,46     |  | Тартумаа* | 157 760         | 1 507    | 0,96     |
| Йыгевамаа     | 27 858          | 184      | 0,66     |  | Харьюмаа* | 614 567         | 18 886   | 3,07     |
| Ляэнемаа      | 20 229          | 199      | 0,98     |  | Хийумаа   | 8 497           | 16       | 0,19     |
| Ляэне-Вирумаа | 58 709          | 818      | 1,39     |  | Ярвамаа   | 29 697          | 413      | 1,39     |

*в том числе в 2021 году:
|        | Всего населения | Украинцы | Украинцы |
| ------ | --------------- | -------- | -------- |
| Город  | чел.            | чел.     | %        |
| Таллин | 437 817         | 15 450   | 3,53     |
| Тарту  | 98 313          | 1 128    | 1,15     |

Численность украинцев в Эстонии, в т. ч. в Таллине, по данным Всесоюзных переписей населения СССР и Департамента статистики Эстонии:

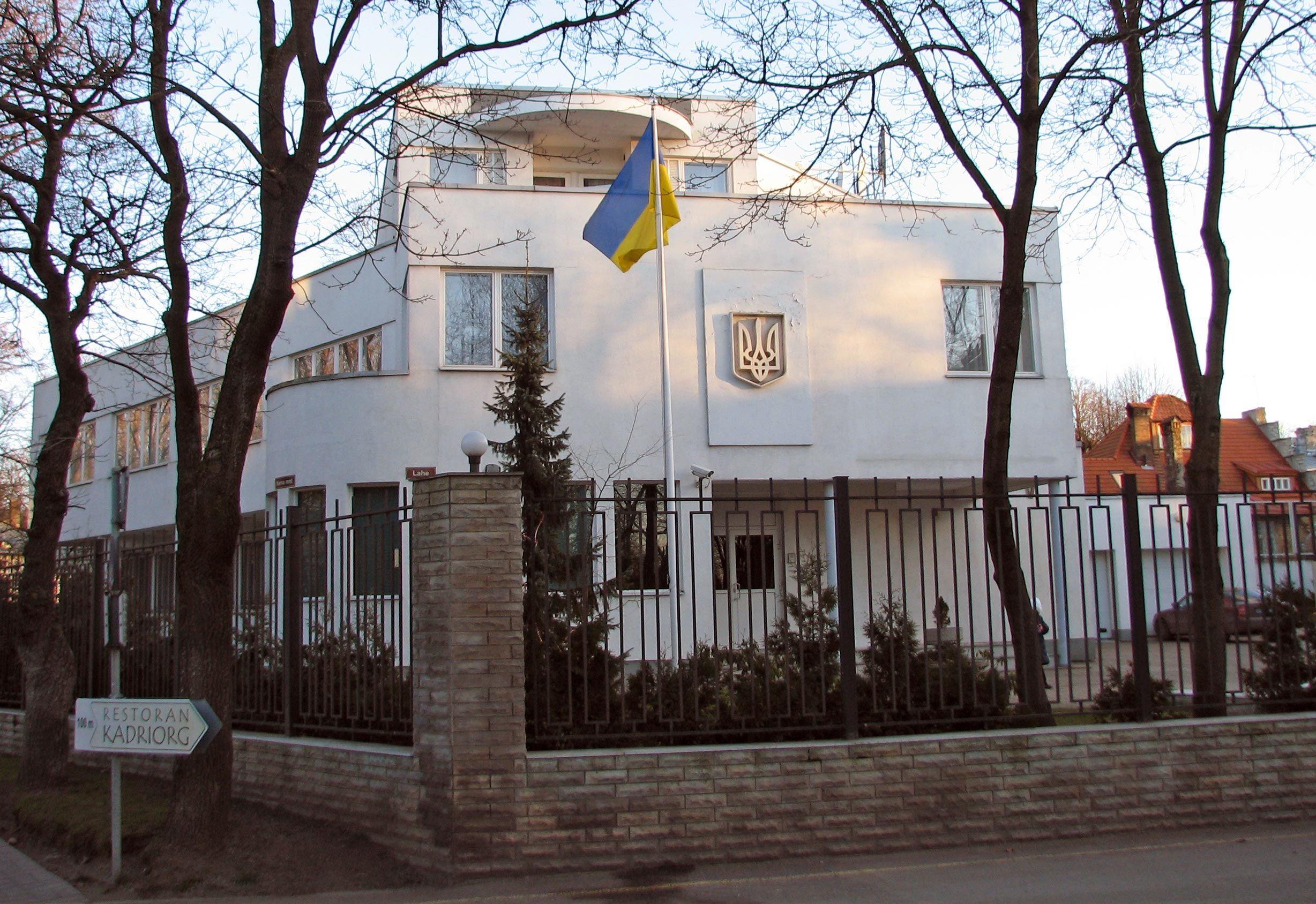
Посольство Украины в Эстонии.
Таллин, ул. Лахе 6

| Год  | Украинцы в Эстонии | Украинцы в Эстонии                        | Украинцы в Таллине | Украинцы в Таллине                          |
| ---- | ------------------ | ----------------------------------------- | ------------------ | ------------------------------------------- |
|      | Чел.               | в % к общей численности населения Эстонии | Чел.               | в % к общей численности украинцев в Эстонии |
| 1959 | 15 769             | 1,32                                      | 7 277              | 46,2                                        |
| 1970 | ↗ 28 085           | ↗ 2,07                                    | ↗ 13 309           | 47,4                                        |
| 1979 | ↗ 36 044           | ↗ 2,46                                    | ↗ 18 116           | 50,2                                        |
| 1989 | ↗ 48 271           | ↗ 3,08                                    | ..                 | ..                                          |
| 2000 | ↘ 29 012           | ↘ 2,12                                    | ..                 | ..                                          |
| 2011 | ↘ 22 573           | ↘ 1,74                                    | ↘ 15 108           | 66,9                                        |
| 2012 | ↗ 23 285           | ↗ 1,76                                    | ↘ 14 956           | 64,2                                        |
| 2013 | ↘ 22 972           | ↘ 1,74                                    | ↘ 14 841           | 64,6                                        |
| 2014 | ↘ 22 951           | → 1,74                                    | ↗ 14 851           | 64,7                                        |
| 2015 | ↘ 22 562           | ↘ 1,72                                    | ↗ 14 873           | 65,9                                        |
| 2016 | ↗ 23 256           | ↗ 1,77                                    | ↗ 15 037           | 64,7                                        |
| 2017 | ↘ 23 183           | ↘ 1,76                                    | ↗ 15 179           | 65,5                                        |
| 2018 | ↗ 23 310           | ↗ 1,77                                    | ↗ 12 514           | 65,8                                        |
| 2019 | ↗ 23 665           | ↗ 1,79                                    | ↗ 12 717           | 65,5                                        |
| 2020 | ↗ 24 897           | ↗ 1,87                                    | ↗ 13 559           | 63,5                                        |
| 2021 | ↗ 27 254           | ↗ 2,05                                    | ↗ 15 265           | 61,9                                        |
| 2022 | ↗ 27 826           | ↗ 2,09                                    | ↗ 15 449           | 60,6                                        |
| 2023 | ↗ 55 675           | ↗ 4,08                                    | ↗ 28 775           | 51,7                                        |

### Государство рождения, гражданство и родной язык
Государства рождения украинцев Эстонии по данным переписей населения 2000, 2011 и 2021 годов:
| Год переписи       | 2000   | 2000                              | 2011   | 2011                              | 2021   | 2021                              |
| ------------------ | ------ | --------------------------------- | ------ | --------------------------------- | ------ | --------------------------------- |
| Государство        | Чел.   | в % к общей численности украинцев | Чел.   | в % к общей численности украинцев | Чел.   | в % к общей численности украинцев |
| Эстония            | 7 890  | 27,2                              | 6 324  | ↗ 28,0                            | 6 087  | ↘ 21,9                            |
| Украина            | 17 766 | 61,2                              | 14 015 | ↗ 62,1                            | 19 388 | ↗ 69,7                            |
| Россия             | 2 134  | 7,4                               | 1 342  | ↘ 5,9                             | 1 351  | ↘ 4,9                             |
| Другие государства | 1 222  | 4,2                               | 892    | ↘ 4,0                             | 1 002  | ↘ 3,6                             |
| Всего              | 29 012 | 100                               | 22 573 | 100                               | 27 828 | 100                               |

Гражданство и родной язык украинцев Эстонии по данным переписей населения 2000, 2011 и 2021 годов:
| Год / родной язык                     | Украинцы, всего | Эстонское гражданство | Российское гражданство | Гражданство другой страны | Без гражданства |
| ------------------------------------- | --------------- | --------------------- | ---------------------- | ------------------------- | --------------- |
| 2000 / всего                          | 29 012          | 8 423                 | 5 217                  | 2 521                     | 12 851*         |
| 2000 / украинский                     | 11 923          | 3 010                 | 2 269                  | 1 665                     | 4 979*          |
| 2000 / русский                        | 16 486          | 5 016                 | 2 927                  | 836                       | 7 707*          |
| 2000 / эстонский                      | 481             | 352                   | 6                      | 14                        | 109*            |
| 2000 / белорусский                    | 27              | 4                     | 5                      | 1                         | 17              |
| 2000/ другой язык, язык не определён  | 95              | 41                    | 10                     | 5                         | 24*             |
| 2011 / всего                          | 22 573          | 8 383                 | 4 083                  | 4 023                     | 6 084           |
| 2011 / украинский                     | 7 601           | 2 161                 | 1 314                  | 2 278                     | 1 848           |
| 2011 / русский                        | 14 461          | 5 822                 | 2 753                  | 1 714                     | 4 172           |
| 2011 / эстонский                      | 456             | 379                   | 9                      | 17                        | 51              |
| 2011 / другой язык, язык не определён | 55              | 21                    | 7                      | 14                        | 13              |
| 2021 / всего                          | 27 828          | 7 927                 | 3 094                  | 12 429                    | 4 378           |
| 2021 / украинский                     | 11 904          | 1 857                 | 897                    | 7 871                     | 1 279           |
| 2021 / русский                        | 15 133          | 5 519                 | 2 183                  | 4 407                     | 3 024           |
| 2021 / эстонский                      | 570             | 462                   | 5                      | 47                        | 56              |
| 2021 / другой язык, язык не определён | 221             | 89                    | 9                      | 104                       | 19              |

* В том числе гражданство не определено.

### Вторая национальность и второй родной язык
В переписи населения Эстонии 2021 года впервые появился термин «люди двух национальностей» (эст. kaherahvuselised inimesed). Согласно этим данным, вторую национальность указали 710 украинцев, т. е. 2,6  % всех украинцев страны. При этом, 2260 русских и 1180 эстонцев по своей второй национальности — украинцы.
Украинцы, указавшие свою вторую национальность при переписи 2021 года:
| Первая национальность | Вторая национальность* | Вторая национальность* | Вторая национальность* | Вторая национальность* | Вторая национальность* |
| Первая национальность | Белорус                | Поляк                  | Еврей                  | Финн                   | Всего                  |
| --------------------- | ---------------------- | ---------------------- | ---------------------- | ---------------------- | ---------------------- |
| Украинец              | 280                    | 260                    | 120                    | 50                     | 710                    |

* Национальность эстонец в качестве второй национальности в данных переписи выделена не была.
Число жителей Эстонии, указавшие своей второй национальностью украинскую при переписи 2021 года:
| Первая национальность | Вторая национальность — украинец, чел. |
| --------------------- | -------------------------------------- |
| Всего                 | 3 440                                  |
| Русский               | 2 260                                  |
| Эстонец               | 1 180                                  |

В переписи населения Эстонии 2021 года также появилось понятие «второй родной язык» (эст. teine emakeel). Украинский язык как свой второй родной язык указали 3910 жителей Эстонии.
Число жителей Эстонии, указавшие своим вторым родным языком украинский язык при переписи 2021 года:
| Национальность | Второй родной язык — украинский, чел. |
| -------------- | ------------------------------------- |
| Всего          | 3 910                                 |
| Русский        | 3 810                                 |
| Эстонец        | 100                                   |

## Образование
Украинцы Эстонии  в возрасте 10 лет и старше (2021 год — 15 лет и старше) по уровню образования по данным переписей населения:
| Год переписи                               | 2000   | 2000                                            | 2011   | 2011                                            | 2021   | 2021                                            |
| ------------------------------------------ | ------ | ----------------------------------------------- | ------ | ----------------------------------------------- | ------ | ----------------------------------------------- |
| Образование                                | Чел.   | в % к общей численности украинцев старше 10 лет | Чел.   | в % к общей численности украинцев старше 10 лет | Чел.   | в % к общей численности украинцев старше 15 лет |
| Без образования                            | 1 045  | 3,8                                             | 319    | 1,5                                             | 31     | 0,1                                             |
| Начальное                                  | 2 192  | 7,9                                             | 783    | 3,6                                             | 334    | 1,3                                             |
| Основное                                   | 3 767  | 13,5                                            | 2 080  | 9,5                                             | 1 423  | 5,6                                             |
| Среднее                                    | 6 980  | 25,0                                            | 4 012  | 18,3                                            | 4 365  | 17,1                                            |
| Профессиональное, специальное и прикладное | 9 145  | 32,8                                            | 10 476 | 47,9                                            | 11 274 | 44,1                                            |
| Высшее                                     | 4 028  | 14,5                                            | 3 804  | 17,4                                            | 7 623  | 29,8                                            |
| Доктор наук, кандидат наук                 | 26     | 0,1                                             | 92     | 0,4                                             | 157    | 0,6                                             |
| Неизвестно                                 | 681    | 2,4                                             | 315    | 1,4                                             | 365    | 1,4                                             |
| Всего                                      | 27 864 | 100                                             | 21 881 | 100                                             | 25 572 | 100                                             |

## Украинские организации в Эстонии
Представители украинской диаспоры в Эстонии объединены в более двадцати украинских национально-культурных обществ. Часть из них входит в состав Конгресса украинцев и Ассоциации украинских организаций в Эстонии, другая часть организаций работают как самостоятельные единицы. Общества работают как самостоятельные региональные организации, каждое из них объединяет не более 50—70 членов.
Основным направлением деятельности организаций украинской диаспоры Эстонии выступает культурно-просветительское. С целью сохранения национальной культуры и родного языка, традиций и обычаев украинского народа организуются концерты, выставки, лекции по истории Украины, проводятся литературно-музыкальные вечера, посвященные юбилейным датам выдающихся украинских деятелей и памятным датам в истории украинского народа.
Долгие годы единственной украинской организацией в стране, деятельность которой направлена на удовлетворение культурно-образовательных потребностей украинцев в Эстонии, сохранение родного языка и народных обычаев было Украинское землячество Эстонии, созданное в 1988 году (председатель — Вера Конык, c 2017 года — Евгений Цыбуленко). Осуществляемая землячеством работа по популяризации украинской культуры в Эстонии была отмечена в 2001 году Почётной грамотой Кабинета министров Украины.
В 2002 году землячество вошло в состав созданного Конгресса украинцев Эстонии (председатель — Вера Конык), который настоящее время объединяет более десяти организаций, среди которых: 
Союз украинок Эстонии (создан в июне 1998 года, председатель — Лилия Чикальська), 
скаутская организация «Пласт» (2002 год, руководитель — Богдан Лютюк) и 
спортивный клуб «Днепр» (2003 год, руководитель — Сергей Ищенко), 
Украинское землячество Ида-Вирумаа (2000 год, председатель — Нина Дьяченко), 
Украинское культурно-просветительное общество «Стожары» г. Маарду (2000 г., председатель — Леонид Чуприна), 
Украинское землячество «Барвинок» г. Раквере (2004 г., председатель — Татьяна Линдберг), 
Украинское общество «Смеричка» г. Ойзу (2003 г., председатель — Анна Лоовили), 
Украинское землячество г. Нарва (1996 г., председатель — Галина Малярова), Украинское общество г. Пылва (2004 г., председатель — Лилиана Черепаха).
Конгресс украинцев Эстонии группируется вокруг Украинской греко-католической церкви, которая расположена в одном здании с украинским культурным центром (руководитель Анатолий Лютюк). При церкви действует украинская воскресная школа и школа народных промыслов, а также расположена небольшая библиотека.

Украинская греко-католическая церковь в Таллине
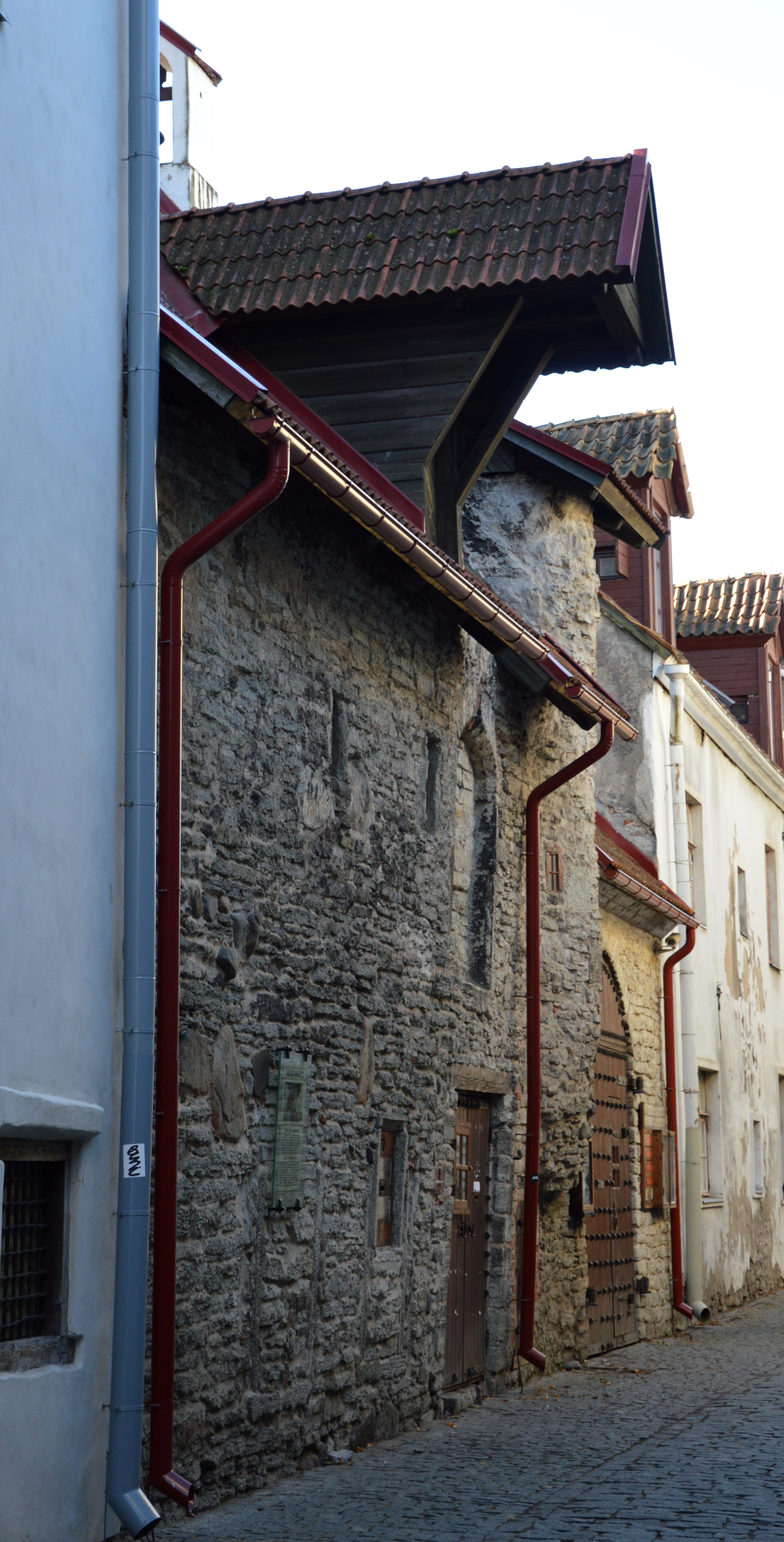
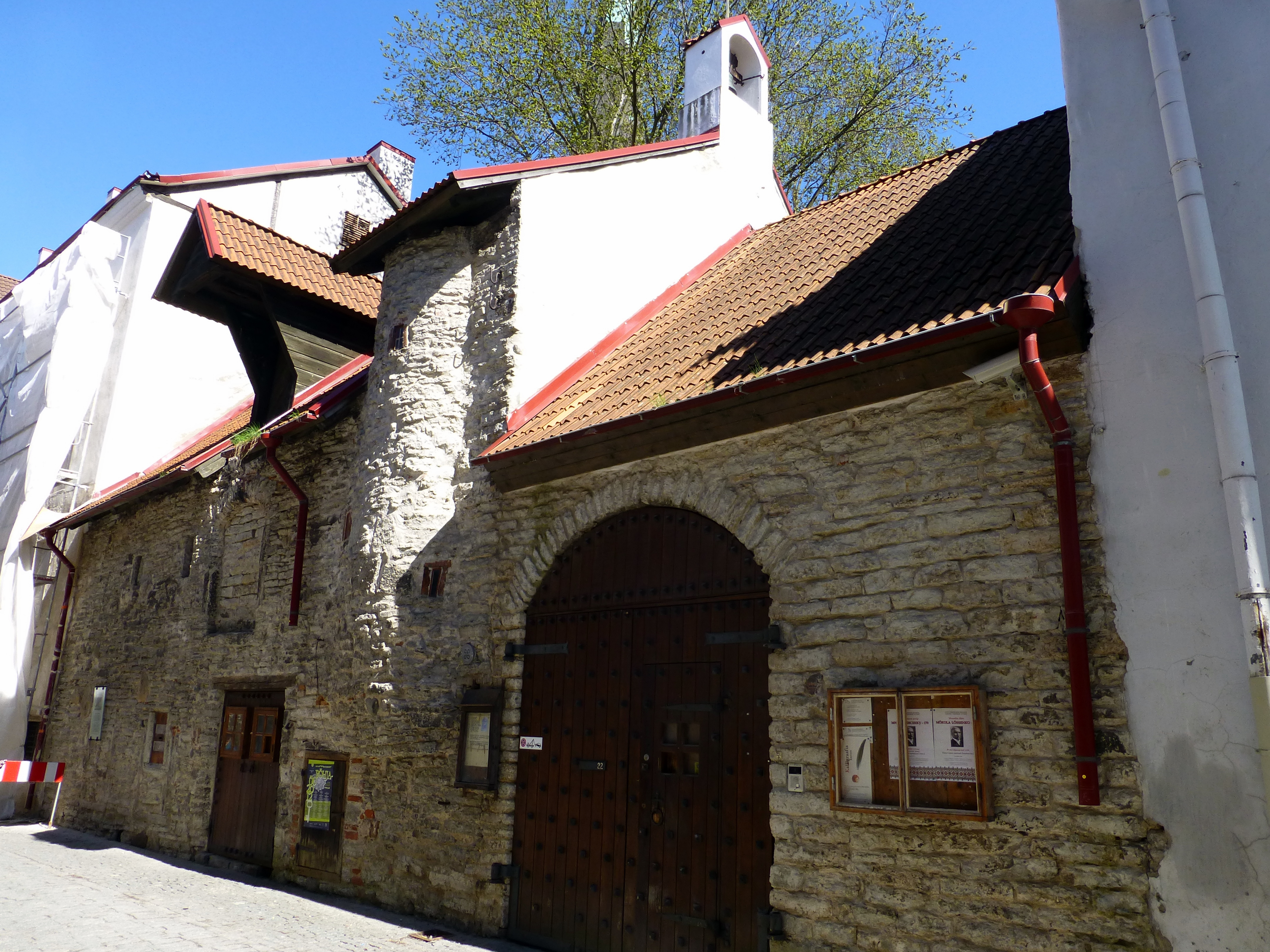
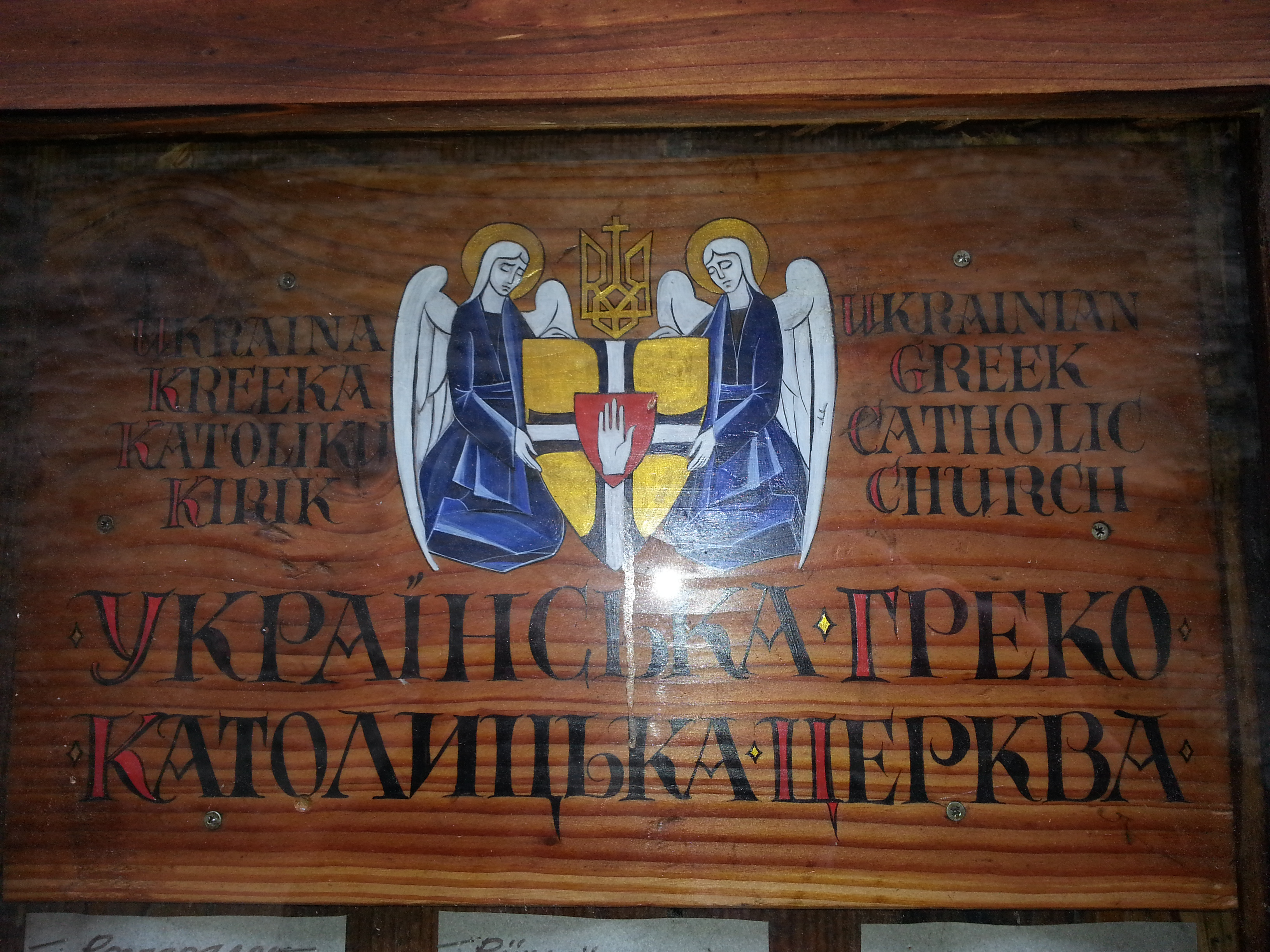
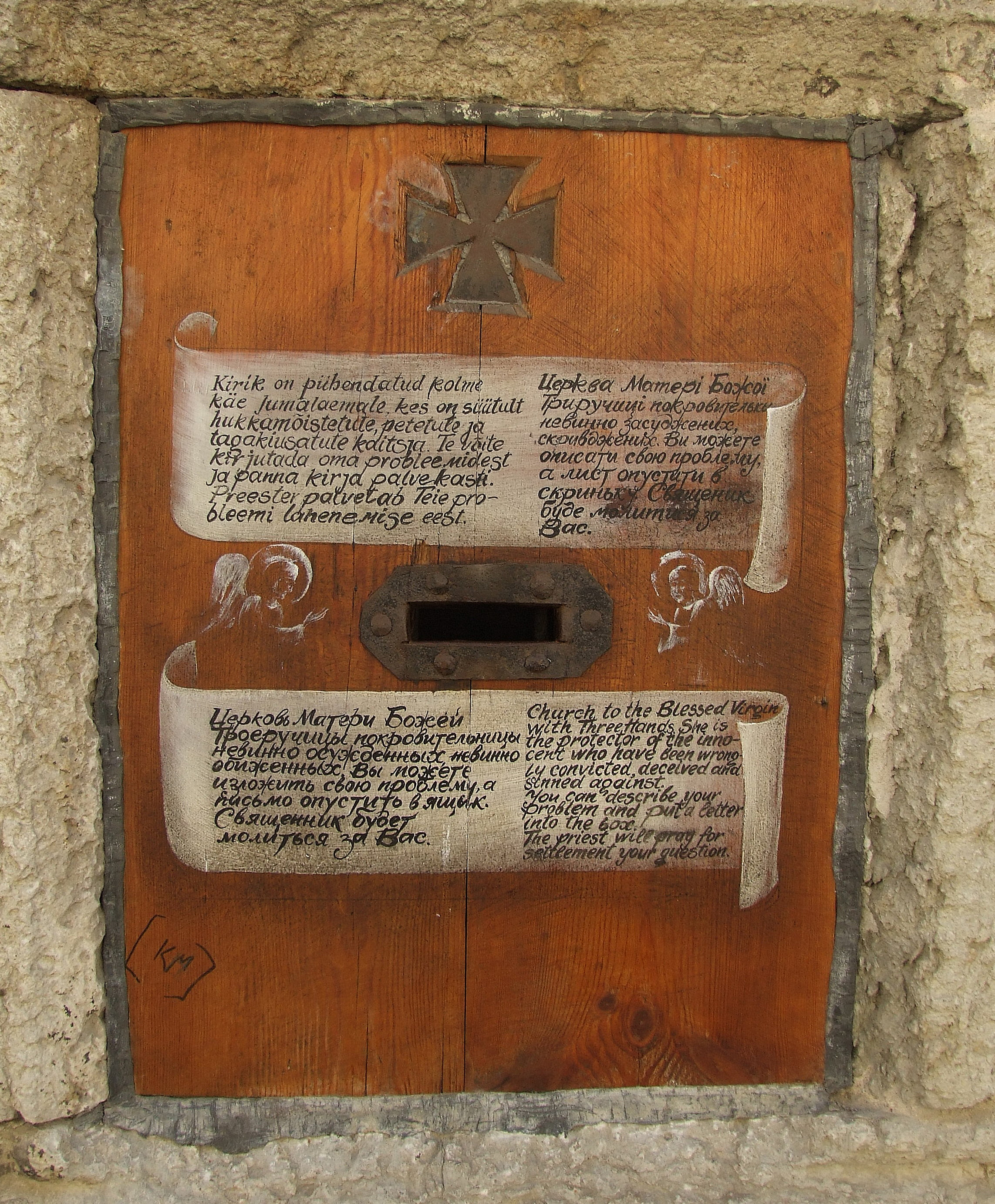

В августе 2007 года директору Центра украинской культуры в Таллине, художнику, гражданину Эстонской Республики А. К. Лютюку за весомый личный вклад в укрепление авторитета Украины в мире, популяризацию ее исторических и современных достижений и по случаю 16-й годовщины Независимости Украины присвоено звание Заслуженный художник Украины.
При организациях Конгресса украинцев Эстонии действуют женская вокальная группа «Эхо» (1989 г., руководитель Раиса Демчук), хор «Мечта» (1998 г., Таллин), хор «Родина» (1998 г., Нарва), девичий ансамбль «Вербиченька» (2005 г., Нарва), девичий ансамбль «Джерела» (2004 г., Маарду), Украинская театральная студия «Артстудия» (1995 г., Таллин), Театр украинского обряда «Вертеп» (2001 г., Маарду), Клуб украинской словесности (2003 г., Таллин).
Конгресс украинцев Эстонии является членом Ассоциации народов Эстонии, Европейского конгресса украинцев, Всемирного конгресса украинцев, Украинского всемирного координационного совета. Представители Конгресса входят в состав круглого стола нацменьшинств при Президенте Эстонии.
Союз украинок Эстонии является членом Всемирной федерации украинских женских организаций.
Созданная в мае 2000 года Ассоциация украинских организаций в Эстонии (АУОЕ, председатель — Владимир Паламар) объединяет Украинское культурно-просветительное общество «Просвита» г. Таллин (председатель — Оксана Мамутова), Союз украинской молодежи в Эстонии (председатель — Владимир Паламар), украинское землячество г. Силламяе «Водограй» (председатель — Л. Житник), молодежно-детский хореографический ансамбль «Колор» г. Таллин (председатель — Нина Коорт), Культурно-просветительное общество «Орфей» г. Тапа (председатель — Любовь Лаур), украинкское общество г. Пярну «Витчизна» (председатель — Нина Сушко), украинское культурное общество г. Тарту «Проминь» (председатель — Николай Стасюк). При организациях АУОЕ действуют академический хор «Украина», женский вокальный ансамбль «Соседки».
В 2001 году за весомый вклад Ассоциации по вопросам формирования положительного имиджа Украины в мире и активную общественную деятельность она была отмечена Почётной грамотой Кабинета министров Украины.
Среди коллективов художественной самодеятельности украинской диаспоры Эстонии известным является фольклорный ансамбль «Журба», созданный в 1992 году. Основная цель деятельности — возрождение украинских народных песен, их популяризация среди украинской и широкой эстонской общественности, а также ознакомление жителей Эстонии с украинской народной одеждой, обрядами и традициями. Ансамбль является членом Международной ассоциации национальных культурных обществ «Лира» и Эстонского фольклорного общества. В мае 2000 году при поддержке «Радио-4», Министерства культуры ЭР и Департамента культуры Таллина вышла аудиокассета коллектива. В 2004 г. ансамбль был аттестован Фольклорным обществом Эстонии с присвоением ему высшей категории. В ноябре 2004 года решением Коллегии Министерства культуры и искусств Украины ансамблю «Журба» было присвоено звание «народный любительский коллектив».

## Обеспечение культурных, языковых и других прав украинской диаспоры
Согласно Конституции Эстонии, развитие эстонской нации, сохранение культурной традиции эстонского народа является главной целью эстонской государственности. Вместе с тем, для неэстонцев, живущих в Эстонии, Конституцией страны гарантированы возможности для сохранения своего языка и культурных особенностей, прежде всего путем организации культурных обществ и осуществления образования на родном языке.
Для украинского населения Эстонии по субботам в эфире четвертого канала Эстонского радио звучит украиноязычная радиопрограмма «Червона калина», в которой освещается общественно-политическая и культурная жизнь Украины и украинской диаспоры Эстонии. При Украинских землячествах таких городов как Таллин, Силламяэ, Нарва и Маарду созданы и действуют воскресные школы.
На эстонском радио каждую неделю выходит в эфир передача для детей на украинском языке «Люстерко», главной целью которой является помощь детям в сохранении родного языка. В программе звучат украинские песни и сказки, разнообразная интересная для детей информация познавательного характера, в том числе подготовленная и переданная Национальной радиокомпанией Украины.
С 1999 года по 2003 год Украинское землячество Эстонии выпускало украинскую газету «Струны», выпуск которой был прекращен из-за нехватки средств.
Известными украинцами и представителями научной, культурной и художественной элиты Эстонии является скульптор Иван Зубака, художники Анатолий Страхов, Ярина Ило, Анатолий Лютюк, Нина Винник, актеры Евгений Гайдук и Александр Ивашкевич, музыкант Руслан Трочинский, театральный режиссер Юрий Михайлёв, историк Борис Дубовик, профессор славянской филологии Тартуского университета Олександр Дуличенко и преподаватель этого же университета Людмила Дуличенко, профессор международного права и публицист Евгений Цыбуленко.
Подавляющее большинство украинцев — постоянных жителей Эстонии, решив связать свою жизнь с этой страной, положительно воспринимают идею интеграции этнических неэстонцев в эстонское общество, сохраняя при этом свою культуру, язык, национальную идентичность, для чего руководством Эстонского государства созданы необходимые условия.

## Украинские беженцы в Эстонии
Согласно решению Правительства Эстонии, гражданам Украины и членам их семей, которые бежали из страны после вторжения России на Украину, начавшегося 24 февраля 2022 года, предоставляется временная защита, то есть вид на жительство сроком действия один год. Люди, которые уехали из Украины раньше, но не могут вернуться из-за военных действий, имеют право находиться в Эстонии на безвизовом основании.
Согласно статистике пунктов приема и информации, созданных для военных беженцев, с начала вторжения России на Украину и по 31 мая 2023 года в Эстонию из Украины прибыло 122 554 военных беженца, из которых 55 792 уехали, а 66 762 остались в Эстонии, из них зарегистрировались (т. е. подали заявление и получили временную защиту) 37 972 человек.
По состоянию на 18 ноября 2023 года своё место жительства в Эстонии зарегистрировали 32 146 украинских беженцев, по состоянию на 16 февраля 2024 года — 32 505. По состоянию на 24 апреля 2023 года 48 % зарегистрировавшихся украинских беженцев проживали в Таллине.
По состоянию на 31 марта 2023 года, 37 % украинских беженцев — лица младше 20 лет, 58 % — 20—64-летние и 6 % — лица в возрасте 65 лет и старше.
По состоянию на 31 октября 2023 года, в Эстонской кассе по безработице были зарегистрированы 4112 украинских беженцев, по состоянию на 31 января 2024 года — 3980.
В образовательной системе Эстонии по состоянию на 2 октября 2023 года было зарегистрировано 8919 украинских учащихся, из них наибольшее число в уезде Харьюмаа —  4924 ученика. У 5942 человек языком обучения был эстонский, у 304 — углублённое языковое погружение в эстонский язык и у 2637 человек языком обучения был русский.
В 2022 году при Таллинской Тынисмяэской государственной гимназии для беженцев из Украины была создана Школа Свободы (эст. Vabaduse kool, укр. Школа Свободи) на 800 мест для учащихся 7—12 классов. Учебная работа в Школе Свободы ведётся по методу языкового погружения, как минимум 60 % уроков проходит на эстонском языке и до 40 % — на украинском.

Пикеты в поддержку Украины и митинги солидарности с Украиной в Таллине
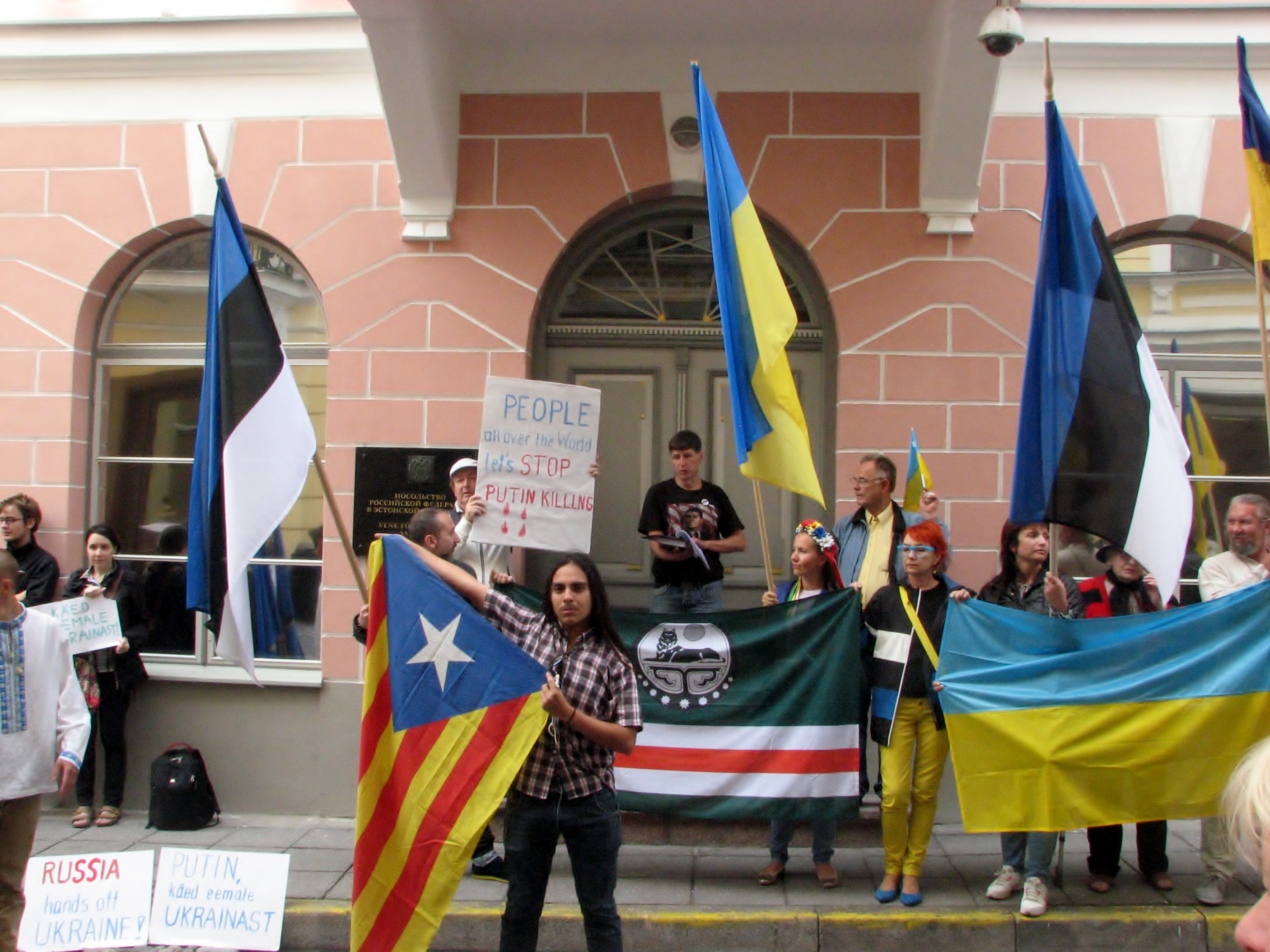
Пикет в поддержку Украины перед российским посольством 23 августа 2014 года
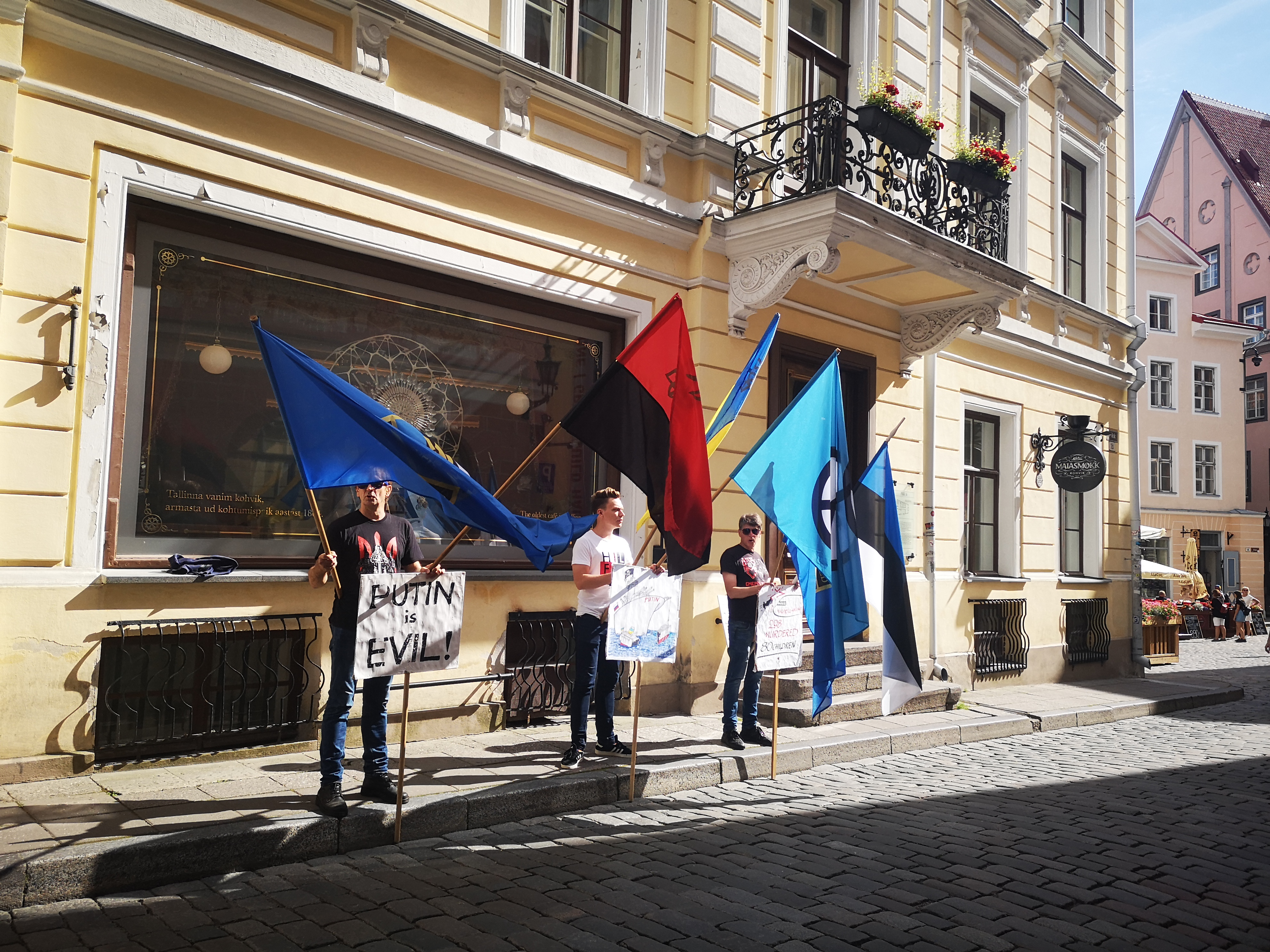
Пикет в поддержку Украины перед российским посольством 16 июля 2020 года
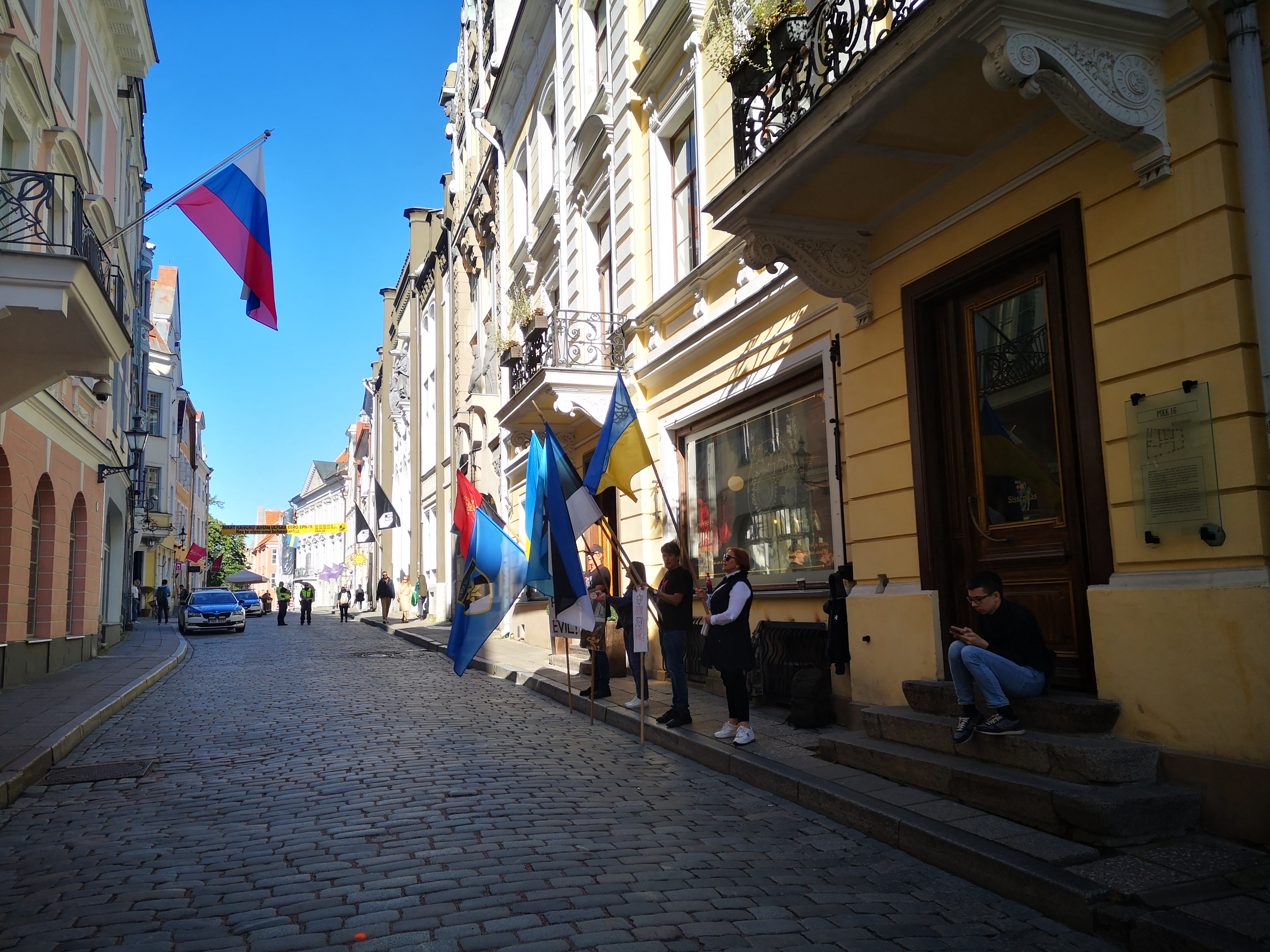
Один из пикетов «по вторникам» в поддержку Украины перед российским посольством, 27 августа 2020 года
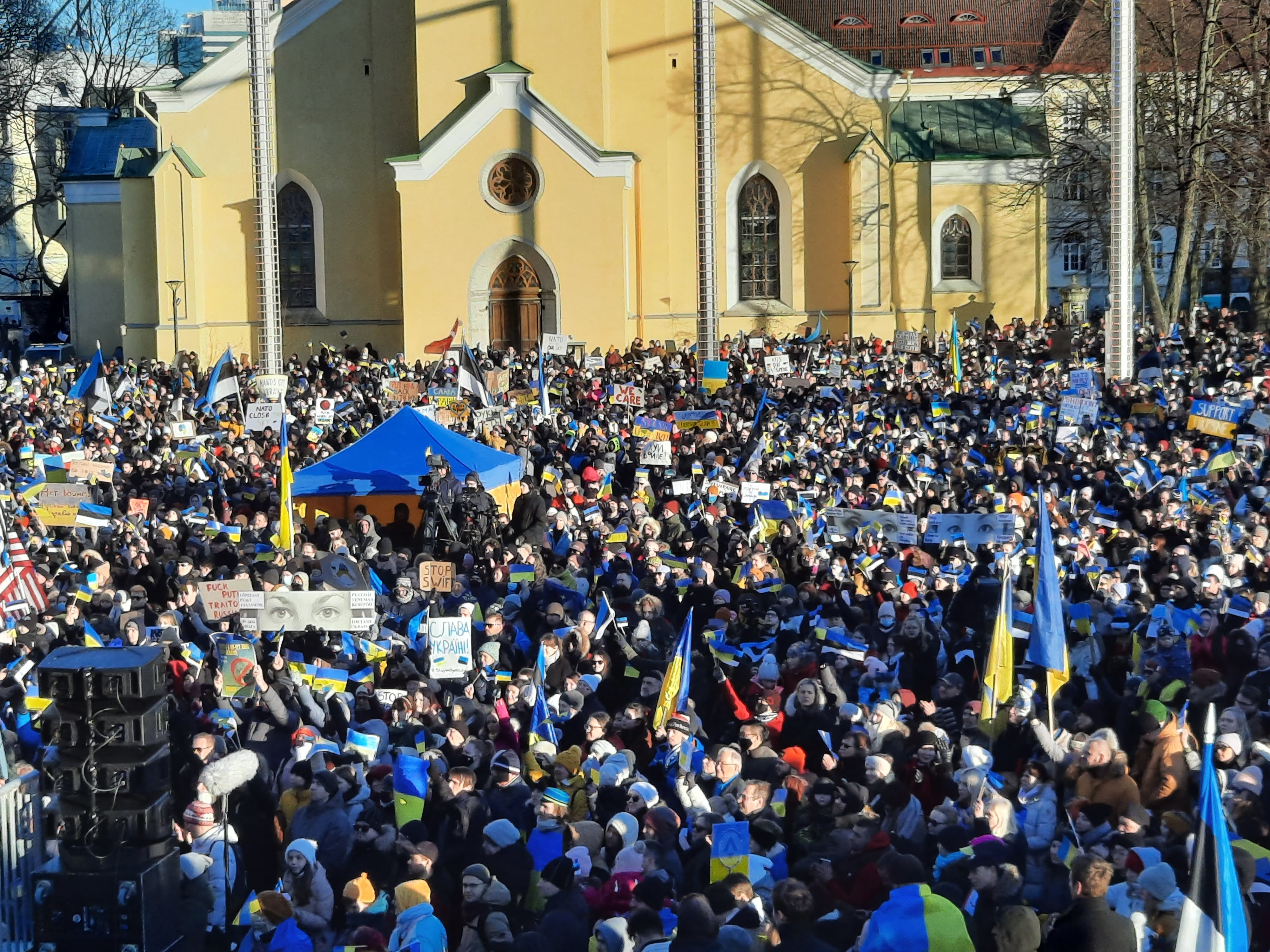
Митинг солидарности с Украиной 26 февраля 2022 года, площадь Свободы